# Amyris metopioides
Amyris metopioides là một loài thực vật có hoa trong họ Cửu lý hương. Loài này được Zanoni & M.M.Mejía mô tả khoa học đầu tiên năm 1986.